# NGC 1411
NGC 1411 este o galaxie lenticulară situată în constelația Orologiul. A fost descoperită în 24 octombrie 1835 de către John Herschel. Se află la o distanță de 19,14 megaparseci de Pământ.